# Hein van Suylekom
Hendrik Christiaan (Hein) van Suylekom (Rotterdam, 17 maart 1904 - Rijswijk, 11 december 1982) was een Nederlands roeier. Tweemaal nam hij deel aan de Olympische Spelen, maar won hierbij geen medailles. 
Op de Olympische Spelen van 1928 in Amsterdam maakte hij op 24-jarige leeftijd zijn olympisch debuut op het roeionderdeel twee zonder stuurman. De roeiwedstrijden vonden plaats op de Ringvaart bij Sloten, omdat de Amstel was afgekeurd door de Internationale Roeibond FISA. De wedstrijdbaan van 2000 m was vrij smal en hierdoor was het olympische programma verlengd. Totaal was er 3000m rechte baan beschikbaar, zodat ook extra oefenwater beschikbaar was. Via een speciaal systeem met repèchages waren ploegen niet direct uitgeschakeld, maar konden zich middels een herkansing alsnog kwalificeren voor de halve finale. Bij de twee zonder stuurman werd  hij met zijn roeipartner Carel van Wankum uitgeschakeld in de halve finale met een tijd van 7.30,2. Hiermee eindigde ze op een zesde plaats in het eindklassement.
Twintig jaar later nam hij voor de tweede maal deel aan de Olympische Spelen. Op de Olympische Spelen van 1948 in Londen maakte hij namelijk als slagman onderdeel uit van de vier zonder stuurman, samen met Han Dekker, Han van den Berg en Sietze Haarsma. De wedstrijden werden gehouden op de Theems. Met een tijd van 6.47,1 plaatste het Nederlandse viertal zich in de halve finale. Hier was hun finishtijd van 7.32,0 onvoldoende om door te gaan naar de finale. 
Hij was aangesloten bij roeivereniging De Delftsche Sport (DDS). Van beroep was hij koopman. 

## Palmares

### roeien (twee zonder stuurman)
- 1926:  EK in Luzern
- 1927:  EK in Como
- 1928: 6e OS in Amsterdam - 7.30,2

### roeien (twee met stuurman)
- 1925:  EK in Praag

### roeien (vier zonder stuurman)
- 1948: 5e OS in Londen - 7.32,0

Hein van Suylekom · 
Carel van Wankum
Hein van Suylekom · 
Sietze Haarsma · 
Han Dekker · 
Han van den Berg